# Ministarstvo ljubavi
Ministarstvo ljubavi (engl. Ministry of Love) ili na novogovoru Miniluv jedno je od četiriju ministarstava fiktivne države Oceanije u Orwellovu romanu Tisuću devetsto osamdeset četvrtoj. Po svojoj nadležnosti odgovara ministarstvu unutarnjih poslova, odnosno zaduženo je za javnu, odnosno unutarnju sigurnost. O aktivnostima ovog ministarstva najmanje se govori u Oceaniji, ali je zato najvažnije od svih ministarstava, jer kroz brutalnu represiju nastoji stanovništvo učiniti, odnosno održati odanim Velikom Bratu i njegovom režimu. Sjedište Ministarstva ljubavi u Londonu jest velika zgrada bez prozora okružena mitraljeskim gnijezdima i bodljikavom žicom, a u čijim hodnicima stalno gore svjetla; u njoj se nalazi i soba 101, gdje se provodi mučenje. Pod nadležnošću Ministarstva ljubavi nalazi se i misaona policija.